# Gustaaf II Adolf van Zweden
Gustaaf II Adolf  (Stockholm, 9 december 1594 – bij Lützen, 6 november 1632), ook wel genoemd Gustaaf Adolf de Grote of de Leeuw van het Noorden, was koning van Zweden van 1611 tot aan zijn dood in 1632. Hij was de zoon en opvolger van Karel IX van Zweden en van Christina van Sleeswijk-Holstein-Gottorp en de vader van koningin Christina.

## Leven
Op 15-jarige leeftijd hield Gustaaf Adolf zijn eerste troonrede en hij werd twee jaar later mondig en volwassen verklaard. Al in 1612 benoemde hij de bekwame diplomaat Axel Oxenstierna als minister. Hij voerde hervormingen in zijn leger door, met als gevolg dat tijdens het Twaalfjarig Bestand veel huursoldaten vanuit de Nederlandse Republiek naar Zweden trokken. Hij stichtte in 1621 de stad Göteborg om de Denen en de Hanzesteden een voet dwars te zetten. In de beginjaren werden een aantal Hollanders als burgemeester benoemd. Gustaaf Adolf had een talenknobbel en sprak vloeiend Duits en naar verluidt ook Latijn.
Gustaaf Adolf voerde een expansieve buitenlandse politiek en won oorlogen tegen Denemarken, het Tsaardom Rusland en Polen. Hij was een militair genie en bewonderaar van Maurits van Oranje, wiens innovaties hij goed bestudeerde. De Zweedse troepen waren goed getraind en daarmee kon hij het 'keermars' systeem van Maurits verder perfectioneren. Vooral daardoor konden de Zweedse troepen drie keer zo snel schieten als hun tegenstanders. Hij zette ook in op de uitbouw en modernisering van zijn oorlogsvloot. Bovendien beschikte Gustaaf Adolf over relatief veel lichte kanonnen. De Amsterdamse koopman Louis de Geer, die zich op mijnbouw in Zweden had toegelegd, verdiende schatten met de bewapening van zijn leger. De Geer leende geld aan de adel en de koning, pachtte mijnen en bezat een wapen- en messingfabriek en een scheepswerf in Norrköping. In 1629 probeerde hij op advies van Isaac Massa de graanhandel op Rusland te monopoliseren.
Hij hervormde de Rijksdag, het gerecht en de administratie. Hij stichtte nieuwe steden, waaronder Göteborg en Luleå, en gymnasia. In 1632 stichtte hij in het veroverde Estland de universiteit van Tartu.
Gustaaf Adolf behaalde succes in de Ingrische Oorlog tegen Rusland, al slaagde hij er niet in zijn broer Karel Filips op de Russische troon te krijgen. Ook de oorlog tegen de Polen verliep succesvol. Door deze militaire successen had de koning de mogelijkheid de Zweedse adel domeinen in de veroverde gebieden aan te bieden en hen zo voor zich te winnen.

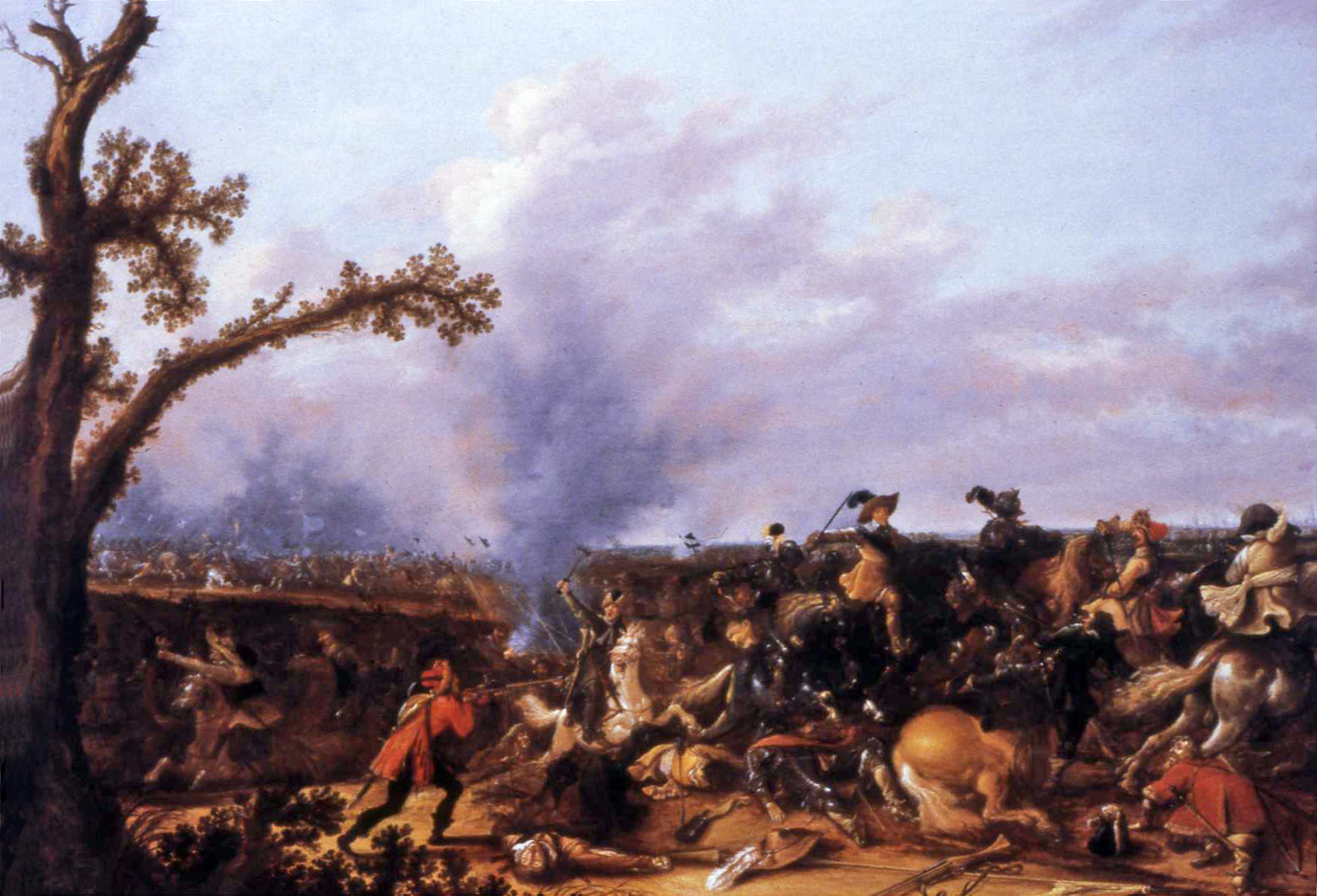
Gustaaf Adolf in de slag bij Lützen
(1632), Jan Asselijn, Landesmuseum

Gustaaf Adolf was een van de hoofdrolspelers in de Dertigjarige Oorlog en wierp zich in de strijd voor de protestantse zaak en dus tegen de Habsburgers. Op 6 juli 1630 landden zijn troepen in Pommeren. Hij veroverde Frankfurt am Main met de hulp van Alexander du Puy en bedreigde Augsburg. Gustaaf Adolf overwon Tilly in de slag bij Breitenfeld (1631), en hij streed mede tegen de Habsburgse troepen onder Wallenstein. Hij behaalde de overwinning op de Habsburgers in de Slag bij Lützen (1632) bij Leipzig, waar hij sneuvelde; hij is nadien herbegraven in Zweden. In Lützen bevindt zich sindsdien een veelbezochte gedenkplaats. Na zijn overlijden bestuurde de rijksbestuurder Oxenstierna het land en het leger tot de Habsburgse macht uit Duitsland weg was.

## Huwelijk en kinderen
Gustaaf Adolf huwde in 1620 met Maria Eleonora van Brandenburg (1599-1655), een dochter van keurvorst Johan Sigismund. Uit het huwelijk werden twee kinderen geboren:
- Christina Augusta (1623-1624)
- Christina (1626-1689), koningin van Zweden

Ook had hij een buitenechtelijke zoon bij Magdalena (Grietje) Slots, zijn Nederlandse maîtresse: Gustaaf Graaf van Wasaborg (1616 - (Wildeshausen) 1653).
Gustaaf II Adolf van Zweden was ridder in de Jehova-orde.

## Kwartierstaat
| Erik Johansson (ca. 1470-1520) | Erik Johansson (ca. 1470-1520) | Erik Johansson (ca. 1470-1520) | Erik Johansson (ca. 1470-1520) | Erik Johansson (ca. 1470-1520)   | Erik Johansson (ca. 1470-1520)   | Cecilia Månsdotter (ca. 1476-1523) | Cecilia Månsdotter (ca. 1476-1523) | Cecilia Månsdotter (ca. 1476-1523) | Cecilia Månsdotter (ca. 1476-1523) | Cecilia Månsdotter (ca. 1476-1523) | Cecilia Månsdotter (ca. 1476-1523) |                                 |                                 | Erik Abrahamsson Leijonhufvud (overleden in 1520) | Erik Abrahamsson Leijonhufvud (overleden in 1520) | Erik Abrahamsson Leijonhufvud (overleden in 1520) | Erik Abrahamsson Leijonhufvud (overleden in 1520) | Erik Abrahamsson Leijonhufvud (overleden in 1520) | Erik Abrahamsson Leijonhufvud (overleden in 1520) | Ebba Eriksdotter Vasa (ca. 1490-1549) | Ebba Eriksdotter Vasa (ca. 1490-1549) | Ebba Eriksdotter Vasa (ca. 1490-1549) | Ebba Eriksdotter Vasa (ca. 1490-1549) | Ebba Eriksdotter Vasa (ca. 1490-1549)   | Ebba Eriksdotter Vasa (ca. 1490-1549)   |                                         |                                         | Frederik I van Denemarken (1471-1533)   | Frederik I van Denemarken (1471-1533)   | Frederik I van Denemarken (1471-1533) | Frederik I van Denemarken (1471-1533) | Frederik I van Denemarken (1471-1533)            | Frederik I van Denemarken (1471-1533)            | Sophia van Pommeren (1498-1568)                  | Sophia van Pommeren (1498-1568)                  | Sophia van Pommeren (1498-1568)                  | Sophia van Pommeren (1498-1568)                  | Sophia van Pommeren (1498-1568)                      | Sophia van Pommeren (1498-1568)                      |                                                      |                                                      | Filips I van Hessen (1504-1567)                      | Filips I van Hessen (1504-1567)                      | Filips I van Hessen (1504-1567)  | Filips I van Hessen (1504-1567)  | Filips I van Hessen (1504-1567)  | Filips I van Hessen (1504-1567)  | Christina van Saksen (1505-1549) | Christina van Saksen (1505-1549) | Christina van Saksen (1505-1549) | Christina van Saksen (1505-1549) | Christina van Saksen (1505-1549) | Christina van Saksen (1505-1549) |  |  |  |  |  |  |  |  |  |  |  |  |  |  |  |  |  |  |  |  |  |  |  |  |  |  |  |  |  |  |  |  |  |  |  |  |  |  |  |  |  |  |  |  |  |  |  |  |
| Erik Johansson (ca. 1470-1520) | Erik Johansson (ca. 1470-1520) | Erik Johansson (ca. 1470-1520) | Erik Johansson (ca. 1470-1520) | Erik Johansson (ca. 1470-1520)   | Erik Johansson (ca. 1470-1520)   | Cecilia Månsdotter (ca. 1476-1523) | Cecilia Månsdotter (ca. 1476-1523) | Cecilia Månsdotter (ca. 1476-1523) | Cecilia Månsdotter (ca. 1476-1523) | Cecilia Månsdotter (ca. 1476-1523) | Cecilia Månsdotter (ca. 1476-1523) |                                 |                                 | Erik Abrahamsson Leijonhufvud (overleden in 1520) | Erik Abrahamsson Leijonhufvud (overleden in 1520) | Erik Abrahamsson Leijonhufvud (overleden in 1520) | Erik Abrahamsson Leijonhufvud (overleden in 1520) | Erik Abrahamsson Leijonhufvud (overleden in 1520) | Erik Abrahamsson Leijonhufvud (overleden in 1520) | Ebba Eriksdotter Vasa (ca. 1490-1549) | Ebba Eriksdotter Vasa (ca. 1490-1549) | Ebba Eriksdotter Vasa (ca. 1490-1549) | Ebba Eriksdotter Vasa (ca. 1490-1549) | Ebba Eriksdotter Vasa (ca. 1490-1549)   | Ebba Eriksdotter Vasa (ca. 1490-1549)   |                                         |                                         | Frederik I van Denemarken (1471-1533)   | Frederik I van Denemarken (1471-1533)   | Frederik I van Denemarken (1471-1533) | Frederik I van Denemarken (1471-1533) | Frederik I van Denemarken (1471-1533)            | Frederik I van Denemarken (1471-1533)            | Sophia van Pommeren (1498-1568)                  | Sophia van Pommeren (1498-1568)                  | Sophia van Pommeren (1498-1568)                  | Sophia van Pommeren (1498-1568)                  | Sophia van Pommeren (1498-1568)                      | Sophia van Pommeren (1498-1568)                      |                                                      |                                                      | Filips I van Hessen (1504-1567)                      | Filips I van Hessen (1504-1567)                      | Filips I van Hessen (1504-1567)  | Filips I van Hessen (1504-1567)  | Filips I van Hessen (1504-1567)  | Filips I van Hessen (1504-1567)  | Christina van Saksen (1505-1549) | Christina van Saksen (1505-1549) | Christina van Saksen (1505-1549) | Christina van Saksen (1505-1549) | Christina van Saksen (1505-1549) | Christina van Saksen (1505-1549) |  |  |  |  |  |  |  |  |  |  |  |  |  |  |  |  |  |  |  |  |  |  |  |  |  |  |  |  |  |  |  |  |  |  |  |  |  |  |  |  |  |  |  |  |  |  |  |  |
|                                |                                |                                |                                |                                  |                                  |                                    |                                    |                                    |                                    |                                    |                                    |                                 |                                 |                                                   |                                                   |                                                   |                                                   |                                                   |                                                   |                                       |                                       |                                       |                                       |                                         |                                         |                                         |                                         |                                         |                                         |                                       |                                       |                                                  |                                                  |                                                  |                                                  |                                                  |                                                  |                                                      |                                                      |                                                      |                                                      |                                                      |                                                      |                                  |                                  |                                  |                                  |                                  |                                  |                                  |                                  |                                  |                                  |  |  |  |  |  |  |  |  |  |  |  |  |  |  |  |  |  |  |  |  |  |  |  |  |  |  |  |  |  |  |  |  |  |  |  |  |  |  |  |  |  |  |  |  |  |  |  |  |
|                                |                                |                                |                                | Gustaaf I van Zweden (1496-1560) | Gustaaf I van Zweden (1496-1560) | Gustaaf I van Zweden (1496-1560)   | Gustaaf I van Zweden (1496-1560)   | Gustaaf I van Zweden (1496-1560)   | Gustaaf I van Zweden (1496-1560)   |                                    |                                    |                                 |                                 |                                                   |                                                   | Margaretha Leijonhufvud (1516-1551)               | Margaretha Leijonhufvud (1516-1551)               | Margaretha Leijonhufvud (1516-1551)               | Margaretha Leijonhufvud (1516-1551)               | Margaretha Leijonhufvud (1516-1551)   | Margaretha Leijonhufvud (1516-1551)   |                                       |                                       |                                         |                                         |                                         |                                         |                                         |                                         |                                       |                                       | Adolf van Sleeswijk-Holstein-Gottorp (1526-1586) | Adolf van Sleeswijk-Holstein-Gottorp (1526-1586) | Adolf van Sleeswijk-Holstein-Gottorp (1526-1586) | Adolf van Sleeswijk-Holstein-Gottorp (1526-1586) | Adolf van Sleeswijk-Holstein-Gottorp (1526-1586) | Adolf van Sleeswijk-Holstein-Gottorp (1526-1586) |                                                      |                                                      |                                                      |                                                      |                                                      |                                                      | Christina van Hessen (1543-1604) | Christina van Hessen (1543-1604) | Christina van Hessen (1543-1604) | Christina van Hessen (1543-1604) | Christina van Hessen (1543-1604) | Christina van Hessen (1543-1604) |                                  |                                  |                                  |                                  |  |  |  |  |  |  |  |  |  |  |  |  |  |  |  |  |  |  |  |  |  |  |  |  |  |  |  |  |  |  |  |  |  |  |  |  |  |  |  |  |  |  |  |  |  |  |  |  |
|                                |                                |                                |                                | Gustaaf I van Zweden (1496-1560) | Gustaaf I van Zweden (1496-1560) | Gustaaf I van Zweden (1496-1560)   | Gustaaf I van Zweden (1496-1560)   | Gustaaf I van Zweden (1496-1560)   | Gustaaf I van Zweden (1496-1560)   |                                    |                                    |                                 |                                 |                                                   |                                                   | Margaretha Leijonhufvud (1516-1551)               | Margaretha Leijonhufvud (1516-1551)               | Margaretha Leijonhufvud (1516-1551)               | Margaretha Leijonhufvud (1516-1551)               | Margaretha Leijonhufvud (1516-1551)   | Margaretha Leijonhufvud (1516-1551)   |                                       |                                       |                                         |                                         |                                         |                                         |                                         |                                         |                                       |                                       | Adolf van Sleeswijk-Holstein-Gottorp (1526-1586) | Adolf van Sleeswijk-Holstein-Gottorp (1526-1586) | Adolf van Sleeswijk-Holstein-Gottorp (1526-1586) | Adolf van Sleeswijk-Holstein-Gottorp (1526-1586) | Adolf van Sleeswijk-Holstein-Gottorp (1526-1586) | Adolf van Sleeswijk-Holstein-Gottorp (1526-1586) |                                                      |                                                      |                                                      |                                                      |                                                      |                                                      | Christina van Hessen (1543-1604) | Christina van Hessen (1543-1604) | Christina van Hessen (1543-1604) | Christina van Hessen (1543-1604) | Christina van Hessen (1543-1604) | Christina van Hessen (1543-1604) |                                  |                                  |                                  |                                  |  |  |  |  |  |  |  |  |  |  |  |  |  |  |  |  |  |  |  |  |  |  |  |  |  |  |  |  |  |  |  |  |  |  |  |  |  |  |  |  |  |  |  |  |  |  |  |  |
|                                |                                |                                |                                |                                  |                                  |                                    |                                    |                                    |                                    | Karel IX van Zweden (1550-1611)    | Karel IX van Zweden (1550-1611)    | Karel IX van Zweden (1550-1611) | Karel IX van Zweden (1550-1611) | Karel IX van Zweden (1550-1611)                   | Karel IX van Zweden (1550-1611)                   |                                                   |                                                   |                                                   |                                                   |                                       |                                       |                                       |                                       |                                         |                                         |                                         |                                         |                                         |                                         |                                       |                                       |                                                  |                                                  |                                                  |                                                  |                                                  |                                                  | Christina van Sleeswijk-Holstein-Gottorp (1573-1625) | Christina van Sleeswijk-Holstein-Gottorp (1573-1625) | Christina van Sleeswijk-Holstein-Gottorp (1573-1625) | Christina van Sleeswijk-Holstein-Gottorp (1573-1625) | Christina van Sleeswijk-Holstein-Gottorp (1573-1625) | Christina van Sleeswijk-Holstein-Gottorp (1573-1625) |                                  |                                  |                                  |                                  |                                  |                                  |                                  |                                  |                                  |                                  |  |  |  |  |  |  |  |  |  |  |  |  |  |  |  |  |  |  |  |  |  |  |  |  |  |  |  |  |  |  |  |  |  |  |  |  |  |  |  |  |  |  |  |  |  |  |  |  |
|                                |                                |                                |                                |                                  |                                  |                                    |                                    |                                    |                                    | Karel IX van Zweden (1550-1611)    | Karel IX van Zweden (1550-1611)    | Karel IX van Zweden (1550-1611) | Karel IX van Zweden (1550-1611) | Karel IX van Zweden (1550-1611)                   | Karel IX van Zweden (1550-1611)                   |                                                   |                                                   |                                                   |                                                   |                                       |                                       |                                       |                                       |                                         |                                         |                                         |                                         |                                         |                                         |                                       |                                       |                                                  |                                                  |                                                  |                                                  |                                                  |                                                  | Christina van Sleeswijk-Holstein-Gottorp (1573-1625) | Christina van Sleeswijk-Holstein-Gottorp (1573-1625) | Christina van Sleeswijk-Holstein-Gottorp (1573-1625) | Christina van Sleeswijk-Holstein-Gottorp (1573-1625) | Christina van Sleeswijk-Holstein-Gottorp (1573-1625) | Christina van Sleeswijk-Holstein-Gottorp (1573-1625) |                                  |                                  |                                  |                                  |                                  |                                  |                                  |                                  |                                  |                                  |  |  |  |  |  |  |  |  |  |  |  |  |  |  |  |  |  |  |  |  |  |  |  |  |  |  |  |  |  |  |  |  |  |  |  |  |  |  |  |  |  |  |  |  |  |  |  |  |
|                                |                                |                                |                                |                                  |                                  |                                    |                                    |                                    |                                    |                                    |                                    |                                 |                                 |                                                   |                                                   |                                                   |                                                   |                                                   |                                                   |                                       |                                       |                                       |                                       |                                         |                                         |                                         |                                         |                                         |                                         |                                       |                                       |                                                  |                                                  |                                                  |                                                  |                                                  |                                                  |                                                      |                                                      |                                                      |                                                      |                                                      |                                                      |                                  |                                  |                                  |                                  |                                  |                                  |                                  |                                  |                                  |                                  |  |  |  |  |  |  |  |  |  |  |  |  |  |  |  |  |  |  |  |  |  |  |  |  |  |  |  |  |  |  |  |  |  |  |  |  |  |  |  |  |  |  |  |  |  |  |  |  |
|                                |                                |                                |                                |                                  |                                  |                                    |                                    |                                    |                                    |                                    |                                    |                                 |                                 |                                                   |                                                   |                                                   |                                                   |                                                   |                                                   |                                       |                                       |                                       |                                       |                                         |                                         |                                         |                                         |                                         |                                         |                                       |                                       |                                                  |                                                  |                                                  |                                                  |                                                  |                                                  |                                                      |                                                      |                                                      |                                                      |                                                      |                                                      |                                  |                                  |                                  |                                  |                                  |                                  |                                  |                                  |                                  |                                  |  |  |  |  |  |  |  |  |  |  |  |  |  |  |  |  |  |  |  |  |  |  |  |  |  |  |  |  |  |  |  |  |  |  |  |  |  |  |  |  |  |  |  |  |  |  |  |  |
|                                |                                |                                |                                |                                  |                                  |                                    |                                    |                                    |                                    |                                    |                                    |                                 |                                 | Christina van Zweden (1593-1594)                  | Christina van Zweden (1593-1594)                  | Christina van Zweden (1593-1594)                  | Christina van Zweden (1593-1594)                  | Christina van Zweden (1593-1594)                  | Christina van Zweden (1593-1594)                  |                                       |                                       |                                       |                                       | Gustaaf II Adolf van Zweden (1594-1632) | Gustaaf II Adolf van Zweden (1594-1632) | Gustaaf II Adolf van Zweden (1594-1632) | Gustaaf II Adolf van Zweden (1594-1632) | Gustaaf II Adolf van Zweden (1594-1632) | Gustaaf II Adolf van Zweden (1594-1632) |                                       |                                       |                                                  |                                                  | Maria Elisabeth van Zweden (1596-1618)           | Maria Elisabeth van Zweden (1596-1618)           | Maria Elisabeth van Zweden (1596-1618)           | Maria Elisabeth van Zweden (1596-1618)           | Maria Elisabeth van Zweden (1596-1618)               | Maria Elisabeth van Zweden (1596-1618)               |                                                      |                                                      |                                                      |                                                      |                                  |                                  |                                  |                                  |                                  |                                  |                                  |                                  |                                  |                                  |  |  |  |  |  |  |  |  |  |  |  |  |  |  |  |  |  |  |  |  |  |  |  |  |  |  |  |  |  |  |  |  |  |  |  |  |  |  |  |  |  |  |  |  |  |  |  |  |